# Groffliers
Groffliers is een gemeente in het Franse departement Pas-de-Calais (regio Hauts-de-France). De plaats maakt deel uit van het arrondissement Montreuil. Groffliers telde op 1 januari 2022 1.478 inwoners.

## Geografie
De oppervlakte van Groffliers bedroeg op 1 januari 2022 8,09 vierkante kilometer; de bevolkingsdichtheid was toen 182,7 inwoners per km². Groffliers ligt nabij de Baai van de Authie en ook aan de Authie, die hier de grens met het departement Somme vormt. De hoogte bedraagt 0-33 meter.

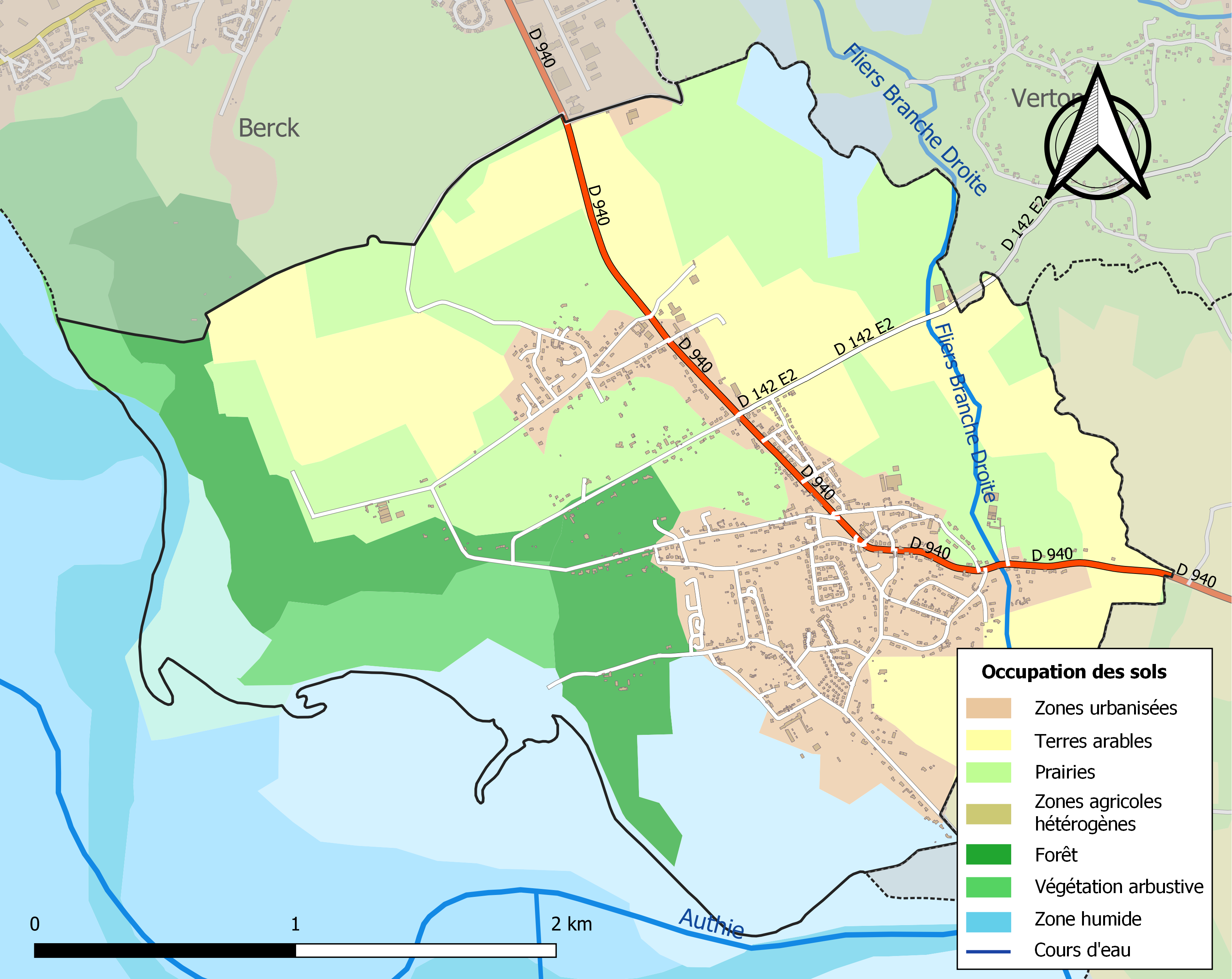
Kaart van de gemeente met belangrijkste infrastructuur, bodemgebruik en omliggende gemeenten

## Geschiedenis
Groffliers werd voor het eerst vermeld in 1222, als Groffliers. Het zou om een persoonsnaam kunnen gaan met als achtervoegsel -lar, open plek in het bos. In 1745 had de plaats te lijden van een overstroming.

## Bezienswaardigheden
- De Sint-Martinuskerk

## Demografie
Onderstaande figuur toont het verloop van het inwonertal (bron: INSEE-tellingen).

## Nabijgelegen kernen
Berck, Verton, Waben